# Епибласт
Епибластът в животинската ембриология е един от двата слоя, произтичащи от вътрешната клетъчна маса в бластоциста на бозайниците, влечугите или птиците.
По време на гаструлацията клетките на епибласта се разделят и дават началото на трите първични слоя – ектодерма, мезодерма и ендодерма. Епибластът и хипобластът са два клетъчни слоя, стоящи в основата на зародишното развитие. И двата слоя произлизат от клетки наречени ембриобласти.